# Lazar Radović
Lazar Radović (Podgorica, 13 novembre 1937) è un ex calciatore jugoslavo, montenegrino dal 2006, di ruolo difensore.

## Palmarès

### Club
- Campionato jugoslavo: 4

Partizan: 1961, 1962, 1963, 1965